# Torta delle zitelle
La torta delle zitelle (o dolce delle zitelle) è un dolce diffuso a Cervia, a base di farina di mandorle con pinoli e pan di Spagna, bagnato con Alchermes .

## Storia
La torta nasce come dolce tradizionale dello Sposalizio del Mare, un evento annuale solitamente celebrato verso la metà di maggio a Cervia. La ricetta è stata ricostruita da studenti e professori dell’Istituto Alberghiero Tonino Guerra della città sulla base di un lavoro di ricerca sulla cucina del passato nel territorio. La ricetta venne poi distribuita ai panifici e alle pasticcerie locali, e ad oggi non risulta pubblica.